# Feurs
Feurs é uma comuna francesa na região administrativa de Auvérnia-Ródano-Alpes, no departamento de Doubs. Estende-se por uma área de 24,39 km². Em 2010 a comuna tinha 8 409 habitantes (densidade: 344,8 hab./km²)..
Era chamada de Fórum dos Segusiavos (em latim: Segusiavorum) durante o período romano.